# Sillkung
Sillkung (Regalecus glesne) är en sällsynt benfisk i familjen Sillkungfiskar (Regalecidae) som förekommer i alla oceaner, på djup mellan 300 och 600 meter. Den är världens längsta benfisk som vanligtvis mäter ungefär tre meter. Det finns bekräftade uppgifter om att den har uppnått elva meter, och obekräftade uppgifter talar om ett exemplar på 17 meter. Högsta kända vikt är 272 kg.

## Anatomi och beteende
De har en bandformad bräcklig kropp med silveraktiga sidor och blåaktig rygg, ibland med mörka, längsgående ränder som täcks av talrika små vårtliknande upphöjningar. Ögonen är stora och runda, munnen framskjuten med svart insida som saknar käktänder. Sillkungar saknar fjäll, analfena och stjärtfena, men har en mycket lång, röd ryggfena utmed hela ryggen bestående av 250–400 mjuka fenstrålar. Ryggfenans främre 10–15 strålar är förlängda och bildar en sorts kam på hjässan, vilken brukar försvinna hos äldre djur. Bägge "bukfenorna" är förlängda strålar som troligen används som känselorgan. De avslutas med en paddel-liknande struktur, så fenorna ser ut som åror. De har gett fisken dess engelska namn oar fish – årfisk.  
Sillkungar simmar med rak kropp och ryggfenan i en slingrande rörelse. De "står" ibland lodrätt i vattnet, med huvudet upp och kroppen rakt ner. I detta lodräta läge, rör den sig också snabbt upp eller ner i vattnet.

## Ekologi och utbredning
Födan består av småfisk, bläckfiskar, maneter och mindre kräftdjur som krill. Sillkungar leker mellan juli och december, varefter rom och yngel driver med havsströmmar nära ytan.
Sillkung förekommer ner till ett djup på maximalt 1000 meter. Arten förekommer i alla varma och tempererade hav, huvudsakligen utanför kontinentalsockeln. Den har påträffats i Sverige flera gånger, på 1700-talet, utanför Koster 1879 och i Bovallstrand 2010.

## Externa länkar

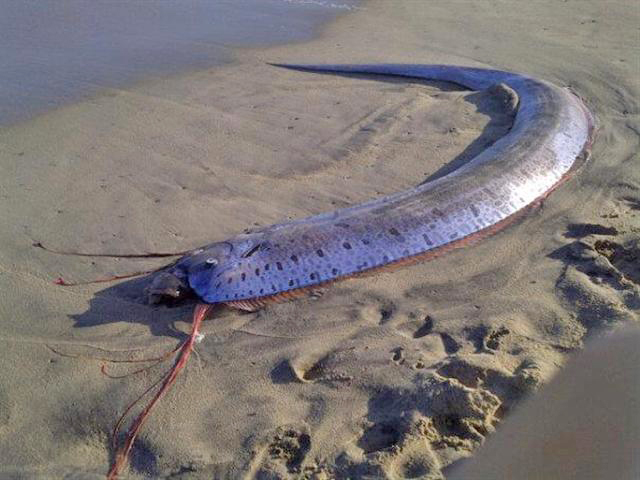
Sillkung uppspolad på en strand i Mexiko.